# Desa Semambung (administrativ by i Indonesien, lat -7,81, long 113,70)
Desa Semambung är en administrativ by i Indonesien.   Den ligger i provinsen Jawa Timur, i den västra delen av landet, 800 km öster om huvudstaden Jakarta.